# 耶镇区
耶镇区為緬甸孟邦耶縣的鎮區。2014年人口263,624人，區域面積2,720.7平方公里。該鎮區轄下94個村莊。耶為該鎮區首府。

## 主要城市與村莊
| - 阿包（Abaw） - 阿甘（Akan） - 安丁（Andin） - 阿萬（Awaing） - 阿萬加萊（Awainggale） - 阿辛（Asin） - 達巴陶（Dabataw） - 達敏澤奧格（Daminzeik Auk） - 達敏澤枝（Daminzeikkyi） | - 杜亞（Duya） - 門森（Hmeinsein） - 恩伊努（Hnyihnu） - 高杜德（Kawdut） - 考薩（Khawsa） - 金（Kin） - 瓊包（Kyonpaw） - 拉曼（Lamaing） - 賽耶（Saiye） | - 薩卡勒（Sakale） - 松馬達（Sonmatha） - 當邦（Taungbon） - 丁包澤（Thinbawzeik） - 丁岡雲（Thingangyun） - 韋巴代（Waipathe） - 扎亞德（Zayat） - 尊達林（Zuntalin） |

## 外部連結
- "Ye Township &#151; Mon State"[永久] map, 4 August 2010, Myanmar Information Management Unit